# Mila Hallman
Matilda "Mila" Hallman, född 20 augusti 1863 i Roslagsbro, död 1 januari 1934, var en svensk romanförfattare, huvudsakligen under pseudonymen Tekla Winge. Hon var dotter till predikanten C. E. Jöngren och Johanna Hallman. Gift med kammarrättsrådet Hans Asplund, men frånskild. Hon översatte också George Sands Consuelo: en konstnärinnas historia (Fröléen, 1920).